# Diamenty (album)
Diamenty – czwarty album muzyczny łódzkiego zespołu Psychocukier, wydany 3 grudnia 2013 przez wytwórnię Nowe Nagrania (w formie płyty kompaktowej). We wrześniu 2014 Diamenty ukazały się w formie podwójnej płyty gramofonowej nakładem Anteny Krzyku.
Płyta zdobyła entuzjastyczne recenzje m.in. w portalu CGM oraz w czasopiśmie „Teraz Rock”. 7 marca 2014 Diamenty otrzymały nagrodę jury w plebiscycie Łódzka Płyta Roku 2013 organizowanym przez „Gazetę Co Jest Grane”.
Materiał został zarejestrowany metodą „na setkę” w sali prób Psychocukru w centrum Off Piotrkowska.

## Lista utworów
| 01. | „Mgła”                            | 3:09  |
|     |                                   |       |
| 02. | „Tonę w jeziorach”                | 5:15  |
|     |                                   |       |
| 03. | „Dryfowanie”                      | 3:32  |
|     |                                   |       |
| 04. | „Tajemnicza wyspa”                | 2:44  |
|     |                                   |       |
| 05. | „Żeglarz”                         | 3:35  |
|     |                                   |       |
| 06. | „Zło niesie wiatr”                | 4:40  |
|     |                                   |       |
| 07. | „Czas”                            | 4:05  |
|     |                                   |       |
| 08. | „Dom”                             | 2:18  |
|     |                                   |       |
| 09. | „Ty”                              | 3:49  |
|     |                                   |       |
| 10. | „Nie mam nic”                     | 2:19  |
|     |                                   |       |
| 11. | „Laguna”                          | 5:43  |
|     |                                   |       |
| 12. | „Czas” (wersja instrumentalna)[7] | 4:05  |
|     |                                   |       |
|     |                                   | 45:14 |
|     |                                   |       |

## Twórcy
- Psychocukier:
  - Sasza Tomaszewski – śpiew, gitary, teksty
  - Piotr Połoz – gitara basowa, wokal wspierający, teksty
  - Marcin Awierianow – instrumenty perkusyjne, wokal wspierający
- produkcja, nagranie, miksowanie, mastering: Mikołaj „Noon” Bugajak
- projekt graficzny: Krzysztof Iwański (grafika), Mariusz Jabłoński (zdjęcie)